# 2-氨基乙基三甲基氯化铵盐酸盐
2-氨基乙基三甲基氯化铵盐酸盐是一种有机化合物，它是pH在生理范围内的古德缓冲液成分之一，它在20 °C时的pKa为7.10，可用于细胞培养。它和双(三氟甲基磺酰)氨基锂在碱存在下反应，可以得到2-氨基乙基三甲基铵的双(三氟甲基磺酰)氨基化物。